# Знаки поштової оплати України 1994
Знаки поштової оплати України 1994 — перелік поштових марок, введених в обіг Укрпоштою у 1994 році.
Всього було випущено 22 марки: 8 стандартних третього випуску (з літерними індексами замість номіналів) та 14 художніх (комеморативних) марок, присвячених пам'яті видатних діячів культури, ювілеям знаменних дат, пам'яткам архітектури, представникам Червоної книги України іншим подіям, тощо. Дві комеморативні марки було об'єднано до серії «Червона книга України. Рослини», крім того була надрукована зчіпка «50-річчя визволення території Білорусі, Росії та України від німецько-фашистських загарбників» — три марки з купоном.
До обігу були введені знаки поштової оплати номіналом 150+20; 200; 500; 4 000; 5 000; 10 000 та 25 000 крб, а також із літерним номіналом «А», «Б», «В», «Г», «Д», «Е», «Є», та «Ж».
Марки № 51–57 та 59 — московською друкарнею «Держзнак» (Росія), а № 58, K8H, Л8Г, 60–63, та 66–72 було надруковано державним підприємством «Поліграфічний комбінат „Україна“» (Київ), а № 64 та 65 — було надруковано канадською фірмою банкнотів в друкарні Canadian Bank Note Company.
Відсортовані за датою введення.

## Список комеморативних марок
| № у каталозі | Зображення | Опис та джерело | Номінал        | Дата введення в обіг | Тираж     | Дизайн          |
| ------------ | ---------- | --- | -------------- | -------------------- | --------- | --------------- |
| № 51         |            | Агапіт Печерський — давньоруський лікар | 200 крб.       | 15 січня 1994 року   | 1 000     | С.С.Бєляєв      |
| № 52         |            | Фонд милосердя і здоров'я України. Поштово-благодійний випуск | 150 + 20 крб.  | 15 січня 1994 року   | 1 000     | С.С.Бєляєв      |
| № 53         |            | Червона книга України. Рослини. Еритроній собачий зуб Erythronium dens-canis L. | 200 крб.       | 19 лютого 1994 року  | 1 000     | С.С.Бєляєв      |
| № 54         |            | Червона книга України. Рослини. Черевички зозулині Cypripedium calceolus L. | 200 крб.       | 19 лютого 1994 року  | 1 000     | С.С.Бєляєв      |
| Блок № 63    |            | Блок День Незалежності | 5 000 крб.     | 3 вересня 1994 року  | 200 000   | В. І. Дворник   |
| № 64         |            | Пам'ятка архітектури XIX ст. Київський університет iм. Тараса Шевченка | 10 000 крб.    | 24 вересня 1994 року | 1 200 000 | С.С.Бєляєв      |
| Блок № 65    |            | Блок Пам'ятка архітектури XIX ст. Київський університет ім. Тараса Шевченка | 25 000 крб.    | 24 вересня 1994 року | 300 000   | С.С.Бєляєв      |
| № 66-68      |            | Зчіпка «50-річчя визволення території Білорусі, Росії та України від німецько-фашистських загарбників», три марки з купоном - 50-річчя визволення території Росії - 50-річчя визволення території України - 50-річчя визволення території Білорусі | 500 + 500 крб. | 8 жовтня 1994 року   | 1 108 000 | Г. О. Комлєв    |
| № 69         |            | Сторіччя з часу відкриття В. Хвойкою трипільської культури (V—III тисячоліття до н. е.) | 4 000 крб.     | 17 грудня 1994 року  | 1 000     | О. А. Івахненко |
| № 70         |            | 500-річчя українського друкованого слова («Октоїх», «Тріодь цвітна», «Часослов» — 1491 р. та «Тріодь пісна» Ш. Фіоля) | 4 000 крб.     | 17 грудня 1994 року  | 1 000     | В. І. Дворник   |
| № 71         |            | 200 р. Державному дендрологічному парку «Софіївка» Нац. академії наук України (арх. Л. Метцель)в м. Умані Черкаської обл. | 5 000 крб.     | 17 грудня 1994 року  | 500 000   | В. І. Дворник   |
| № 72         |            | 150-річчя з дня народження видатного художника Іллі Юхимовича Рєпіна (1844—1930) | 4 000 крб.     | 17 грудня 1994 року  | 1 000     | О. А. Івахненко |

## Третій випуск стандартних марок
| № у каталозі | Зображення | Опис та джерело                                                                               | Номінал | Дата введення в обіг   | Тираж   | Дизайн    |
| ------------ | ---------- | --------------------------------------------------------------------------------------------- | ------- | ---------------------- | ------- | --------- |
| № 55         |            | Етнографічний сюжет «Давня Україна»: Чабан з отарою овець на Півдні України — в Таврії.       | А       | 28 травня 1994 року    | масовий | Ю. Логвин |
| № 56         |            | Етнографічний сюжет «Давня Україна»: Слобожанські чумаки по дорозі з Криму.                   | В       | 28 травня 1994 року    | масовий | Ю. Логвин |
| № 57         |            | Етнографічний сюжет «Давня Україна»: Жниці на Черкащині.                                      | Б       | 2 липня 1994 року      | масовий | Ю. Логвин |
| № 59         |            | Етнографічний сюжет «Давня Україна»: Косарі в Північній Буковині.                             | Г       | 2 липня 1994 року      | масовий | Ю. Логвин |
| № 58         |            | Етнографічний сюжет «Давня Україна»: Орачі. Обробок ґрунту на Поділлі — оранка плугом.        | Д       | 15 жовтня 1994 року    | масовий | Ю. Логвин |
| № K8H        |            | Етнографічний сюжет «Давня Україна»: Орачі. Обробок ґрунту на Поділлі — оранка плугом.        | Д       | 15 жовтня 1994 року    | масовий | Ю. Логвин |
| № Л8Г        |            | Етнографічний сюжет «Давня Україна»: Орачі. Обробок ґрунту на Поділлі — оранка плугом.        | Д       | 15 жовтня 1994 року    | масовий | Ю. Логвин |
| № 61         |            | Етнографічний сюжет «Давня Україна»: Рибалка на човні-довбанці за «хлочінням» сома на Дніпрі. | Ж       | 15 жовтня 1994 року    | масовий | Ю. Логвин |
| № 60         |            | Етнографічний сюжет «Давня Україна»: Пасічники з Середньої Надніпрянщини.                     | Е       | 12 листопада 1994 року | масовий | Ю. Логвин |
| № 62         |            | Етнографічний сюжет «Давня Україна»: Гончар з Каніва за роботою на ножному гончарному крузі.  | Є       | 12 листопада 1994 року | масовий | Ю. Логвин |